# Jüdischer Friedhof (Bad Lippspringe)

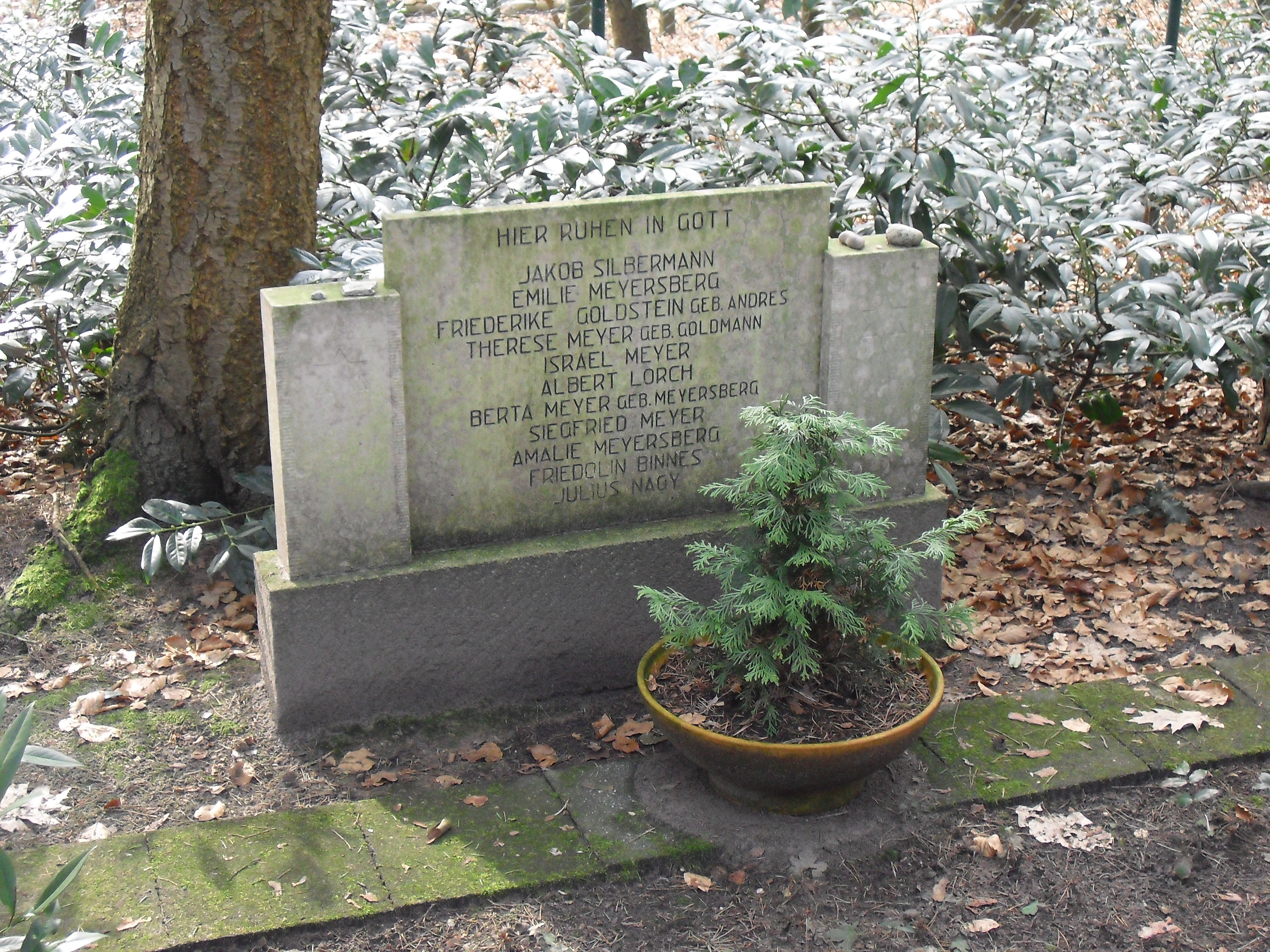
Jüdische Grabstätte auf dem Waldfriedhof in Bad Lippspringe (2012)

Der Jüdische Friedhof Bad Lippspringe befindet sich in der Stadt Bad Lippspringe im Kreis Paderborn in Nordrhein-Westfalen. Er ist Teil des kommunalen Waldfriedhofs. 

## Geschichte
Vor 1855 wurden die Juden aus Lippspringe auf dem Jüdischen Friedhof in Schlangen bestattet. Die Nachbargemeinde gehörte aber zum Fürstentum Lippe, während Lippspringe im Königreich Preußen lag. Im Jahr 1855 erfolgte daher der Kauf eines Grundstückes am Fichtenkamp (heute Lindenstraße) außerhalb der Stadt. Der Friedhof wurde aber vernachlässigt und 1928, als sich der Waldfriedhof in Planung befand, wegen Verwahrlosung aufgegeben und an die Stadt übertragen. Weitere Bestattungen waren bis zur Eröffnung des neuen Friedhofes im Jahre 1934 aber weiterhin möglich. Das Grundstück kaufte 1940 ein Unternehmer, der darauf ein Wohnhaus errichten wollte. Acht Gräber wurden 1941 auf den Waldfriedhof überführt. Der alte Friedhof ist nicht überbaut worden und ging 1947 an die Stadt zurück.
Auf dem Friedhof in der Freiherr-von-Stein-Straße ist ein Grabstein erhalten. Es sind dort fünf weitere Personen bestattet worden. Die Grabstätte bzw. der jüdische Friedhof ist seit dem 27. Oktober 2008 unter der Denkmalnummer 49 in der Denkmalliste als Baudenkmal eingetragen.